# Án lệ 04/2016/AL
Án lệ 04/2016/AL là án lệ công bố thứ 4 thuộc lĩnh vực dân sự của Tòa án nhân dân tối cao tại Việt Nam, được Hội đồng Thẩm phán Tòa án nhân dân tối cao thông qua, Chánh án Tối cao Trương Hòa Bình ra quyết định công bố và có hiệu lực cho tòa án các cấp trong cả nước nghiên cứu, áp dụng từ ngày 1 tháng 6 năm 2016. Án lệ 04 dựa trên nguồn là Quyết định giám đốc thẩm số 04 ngày 3 tháng 3 năm 2010 của Hội đồng Thẩm phán Tòa án nhân dân tối cao về vụ án tranh chấp hợp đồng chuyển nhượng quyền sử dụng đất tại thủ đô Hà Nội, nội dung xoay quanh dân sự chủ yếu về bất động sản, các vấn đề chính bao gồm định đoạt tài sản chung của vợ chồng, xác lập quyền sở hữu theo thỏa thuận. Đây cũng là án lệ đầu tiên giữ nguyên bản án cấp dưới, không xét xử lại trong hệ thống tư pháp Việt Nam.
Trong vụ việc, nguyên đơn Kiều Thị Tý cùng chồng Chu Văn Tiến có giao dịch dân sự mua bán quyền sở hữu nhà, quyền sử dụng đất của vợ chồng bị đơn Lê Văn Ngự, Trần Thị Phấn đối với một bất động sản ở ngoại thành Hà Nội những năm 90. Sau 10 năm quản lý và sử dụng đất nhưng chưa đứng tên giấy chứng nhận quyền sử dụng và sở hữu, nguyên đơn bắt đầu tiến hành thủ tục hành chính cho việc này nhưng tranh chấp xảy ra giữa hai bên về quyền sử dụng một phần mảnh đất giáp mặt đường, cùng lúc khu đất được cơ cấu vào vùng đô thị trung tâm. Thủ tục tố tụng dân sự khởi đầu từ Tòa án nhân dân thành phố Hà Nội, Tòa Phúc thẩm Tòa án nhân dân tối cao tại Hà Nội rồi Hội đồng Thẩm phán Tòa án nhân dân tối cao, gồm sơ thẩm, phúc thẩm, giám đốc thẩm cùng sự tham gia kháng nghị của Viện trưởng Viện kiểm sát nhân dân tối cao, cuối cùng tạo thành án lệ về nhận định đồng thuận của đồng chủ sở hữu tài sản chung xuất pháp từ căn cứ thực tế.

## Tóm lược vụ án
Năm 1996, vợ chồng gia đình Kiều Thị Tý (gọi tắt: bà Tý), ông Chu Văn Tiến (gọi tắt: ông Tiến) thỏa thuận một giao dịch dân sự cùng gia đình Lê Văn Ngự (gọi tắt: ông Ngự) về việc chuyển giao quyền sử dụng đất đối với mảnh đất thổ cư tại xã Xuân La, huyện Từ Liêm, thành phố Hà Nội. Gia đình của Lê Văn Ngự có vợ là Trần Thị Phấn (gọi tắt: bà Phấn), các con là Lê Thị Quý, Lê Văn Tám, Lê Thị Tưởng, Lê Đức Lợi, Lê Thị Đường, Lê Mạnh Hải, và Lê Thị Nhâm. Trong 10 năm sau giao dịch dân sự này, từ 1996 – 2006, gia đình người mua, Kiều Thị Tý, chưa đăng ký hộ khẩu ở Hà Nội, người đứng tên trên giấy chứng nhận quyền sử dụng đất vẫn là gia đình người bán, Lê Văn Ngự. Quyền sử dụng và quản lý trong thời gian này đã được giao cho Kiều Thị Tý cùng gia đình, chủ yếu là chỉnh sửa nhà cửa; cho người thân, họ hàng tạm trú.
Năm 2006, gia đình Kiều Thị Tý chuyển hộ khẩu về Hà Nội, bắt đầu thủ tục xin cấp giấy chứng nhận quyền sở hữu nhà và quyền sử dụng đất cho mảnh đất đã giao dịch này. Từ đây, mâu thuẫn phát sinh giữa hai gia đình, chủ yếu về một phần quyền sử dụng đối với phần đất giáp mặt đường và giá tiền giao dịch. Gia đình Lê Văn Ngự đã chiếm hữu và sử dụng một phần mảnh đất giáp mặt đường, trở thành khu tranh chấp. Ngày 5 tháng 11 năm 2007, Kiều Thị Tý đại diện cho gia đình của mình, đệ đơn khởi kiện Lê Văn Ngự về tranh chấp mảnh đất.

## Xét xử các giai đoạn

### Trình bày của các bên

#### Nguyên đơn
Nguyên đơn Kiều Thị Tý đã đệ đơn khởi kiện bị đơn Lê Văn Ngự tại Tòa án nhân dân thành phố Hà Nội. Người có quyền lợi, nghĩa vụ liên quan là gia đình bị đơn, gồm vợ là Trần Thị Phấn và các con là Lê Thị Quý, Lê Văn Tám, Lê Thị Tưởng, Lê Đức Lợi, Lê Thị Đường, Lê Mạnh Hải, và Lê Thị Nhâm.
Tại các đơn đề nghị và phiên xử, nguyên đơn Kiều Thị Tý trình bày rằng: năm 1996, vợ chồng bà có mua hai căn nhà cấp bốn trên diện tích đất thổ cư khoảng 160 m² của gia đình Lê Văn Ngự tại xã Xuân La, huyện Từ Liêm, thành phố Hà Nội. Việc mua bán hai bên có lập hợp đồng, có ghi rõ những tài sản, nhà trên đất và các mặt tiếp giáp của thửa đất. Do vợ chồng bà chưa có hộ khẩu thường trú tại Hà Nội, nên chính quyền địa phương không xác nhận việc mua bán giữa gia đình bà và gia đình Lê Văn Ngự. Giá mua là 110 cây vàng, bà đã trả đủ cho vợ chồng ông Ngự và gia đình ông Ngự đã giao nhà, đất cho bà quản lý, sử dụng.
Sau khi mua bán nhà đất, gia đình ông Ngự xây nhà mới có mượn vợ chồng bà ngôi nhà (phần phía trong) để sử dụng và chứa nguyên vật liệu; còn diện tích nhà giáp mặt đường Xuân La bà đã cho cháu họ của bà ở nhờ để đi học. Khi gia đình ông Ngự làm nhà xong đã trả lại nhà, đất cho bà. Bà đã phá dỡ nhà cũ, tôn nền và xây nhà mới như hiện nay để các cháu ở nhờ. Năm 2001, bà cho thuê phần đất này làm xưởng mộc, sau đó bà không cho thuê nữa, đóng cửa không sử dụng.
Năm 2006, sau khi bà nhập hộ khẩu về Hà Nội, khi bà làm thủ tục xin cấp giấy tờ về quyền sở hữu nhà và quyền sử dụng đất ở thì vợ chồng ông Ngự đã gây khó khăn, vì cho rằng bà còn thiếu hơn ba cây vàng và vợ chồng ông chỉ bán nhà, đất phía trong, còn nhà, đất giáp mặt đường Xuân La vẫn là nhà, đất của gia đình ông. Cuối năm 2006, ông Ngự đã tự ý phá cửa vào ở và xây một bức tường ngăn giữa phần mái hiên của căn nhà cấp bốn giáp mặt đường Xuân La (trong thời gian tranh chấp, phần đất này được giao cho người khác thuê làm cửa hàng cắt tóc). Bà đề nghị Tòa án buộc gia đình ông Ngự phải thực hiện đúng như hợp đồng đã ký kết và buộc gia đình ông Ngự trả nhà đất (phần diện tích mặt đường Xuân La).

#### Bị đơn
Trong phần tranh tụng đáp lại giải trình, lập luận và yêu cầu của nguyên đơn, bị đơn Lê Văn Ngự đã trình bày: năm 1996, gia đình ông có nhượng bán một phần nhà, đất cho vợ chồng ông Tiến, bà Tý. Hai bên thỏa thuận, gia đình ông bán cho vợ chồng ông Tiến, bà Tý phần nhà, đất có vị trí giáp đường Xuân La, chiều ngang 7,0 m, chiều dài hết khổ đất của gia đình ông. Hai bên thống nhất trừ 21 m² mặt đường do cơ quan Nhà nước đã cắm mốc chỉ giới mở đường, nên chỉ bán nhà cấp bốn trên phần diện tích đất là 140 m². Giá mua nhà, đất là sáu chỉ vàng/m² đối với 42 m² đất mặt đường, tổng giá mặt đường là 25,2 cây vàng; giá chín chỉ/m² đối với 98 m² đất phía trong, tổng giá phía trong là 88,2 cây vàng. Tổng cộng toàn bộ mảnh đất là 113,4 cây vàng, phía ông Tiến, bà Tý mới trả cho gia đình ông 110 cây vàng, còn nợ lại 3,4 cây vàng.
Gia đình ông đã giao nhà, đất cho bà Tý nhưng còn 21 m² giáp mặt đường, trong chỉ giới mở đường, gia đình ông vẫn quản lý, sử dụng. Hiện nay, Nhà nước đã thay đổi quy hoạch, không mở đường về phía nhà, đất của gia đình ông, nên phần diện tích này thuộc quyền quản lý, sử dụng của gia đình ông, diện tích nhà, đất của ông Tiến, bà Tý mua không có lối đi vào. Nay bà Tý kiện đòi 21 m² mặt đường Xuân La, ông không chấp nhận. Nếu ông Tiến, bà Tý muốn quản lý, sử dụng phần diện tích mặt đường và có lối đi vào nhà, đất bên trong thì phải cắt trả cho gia đình ông hai mét chiều ngang mặt đường và chiều dài hết khổ đất, đồng thời phải thanh toán trả cho gia đình ông 160 triệu đồng (tức giá của 3,4 cây vàng trong thời điểm tranh chấp) nữa. Người có quyền lợi, nghĩa vụ liên quan là gia đình ông có lời khai thống nhất với lời khai của ông Ngự.

### Phán quyết

#### Sơ thẩm
Vụ án được thụ lý tại Tòa án nhân dân thành phố Hà Nội. Ngày 25 tháng 4 năm 2008, tại số 1 phố Phạm Văn Bạch, phường Yên Hòa, quận Cầu Giấy, Hà Nội, phiên xét xử sơ thẩm đã diễn ra. Sau quá trình tranh tụng và nghị án, Tòa án nhân dân thành phố Hà Nội đã quyết định về vụ án dân sự này. Tòa chấp nhận yêu cầu khởi kiện đòi lại nhà đất 23,4 m² tại số 39 đường Xuân La của vợ chồng Kiều Thị Tý, Chu Văn Tiến đối với gia đình Lê Văn Ngự, Trần Thị Phấn; buộc gia đình bị đơn và Lê Thị Quý (người thuê nhà tại mảnh đất giáp mặt đường) cùng các con của gia đình Lê Văn Ngự phải trả lại toàn bộ diện tích nhà đất 23,4 m² tại số 39, đường Xuân La, phường Xuân La, quận Tây Hồ cho gia đình bà Tý, ông Tiến (do bà Tý đại diện).
Tòa buộc bà Tý phải thanh toán cho gia đình ông Ngự số tiền là 13,759 triệu đồng giá trị xây dựng, cải tạo tại diện tích 23,4 m²; bà Tý được sở hữu vật liệu công sức ở diện tích này. Bà Tý được chủ động mở lối ra vào diện tích nhà đất phía trong và được xây bịt lối đi phía sau sang đất nhà ông Ngự, bà Phấn. Ông Ngự, bà Phấn cùng với bà Tý có trách nhiệm đến cơ quan nhà nước có thẩm quyền để hoàn tất thủ tục sang tên phần nhà đất đã nhượng bán. Nếu phía gia đình ông Ngự gây khó khăn thì bà Tý được chủ động đến cơ quan nhà nước có thẩm quyền kê khai để làm thủ tục để sang tên, đăng ký quyền sở hữu nhà và sử dụng đất. Ngoài ra, Tòa án cấp sơ thẩm còn quyết định về án phí và tuyên quyền kháng cáo của các đương sự. Phán quyết sơ thẩm có lợi cho Kiều Thị Tý, tức nguyên đơn thắng kiện.

#### Phúc thẩm
Sau khi Tòa án nhân dân thành phố Hà Nội ra quyết định sơ thẩm, vụ án chưa kết thúc khi bị đơn thua kiện, không đồng ý. Ngày 8 tháng 5 năm 2008, Lê Văn Ngự, Trần Thị Phấn có đơn kháng cáo yêu cầu Tòa án cấp phúc thẩm tuyên hủy hợp đồng chuyển nhượng nhà, đất ký với vợ chồng Kiều Thị Tý và Chu Văn Tiến với lý do việc ký hợp đồng, nhận tiền mua bán nhà, đất chỉ do ông Ngự thực hiện, bà Phấn là vợ không biết. Ngày 28 tháng 5 năm 2008, Viện trưởng Viện kiểm sát nhân dân tối cao Trần Quốc Vượng kháng nghị đề nghị Hội đồng xét xử Tòa Phúc thẩm Tòa án nhân dân tối cao tại Hà Nội xét xử phúc thẩm buộc bị đơn Lê Văn Ngự phải tháo dỡ phần xây dựng trái phép trên diện tích nhà đất của nguyên đơn Kiều Thị Tý, trả lại nguyên trạng ban đầu. Bà Tý không phải bồi thường cho ông Ngự số tiền 13,759 triệu đồng; đồng thời đề nghị xem xét lại án phí dân sự sơ thẩm cho ông Ngự, bà Tý.
Ngày 4 tháng 9 năm 2008, tại ngõ 2, đường Tôn Thất thuyết, phường Yên Hoà, Cầu Giấy, Hà Nội, phiên xét xử phúc thẩm diễn ra, Tòa Phúc thẩm Tòa án nhân dân tối cao tại Hà Nội đã quyết định không chấp nhận kháng cáo của Lê Văn Ngự và Trần Thị Phấn, chấp nhận Quyết định kháng nghị của Viện kiểm sát nhân dân tối cao, sửa một phần Bản án sơ thẩm như sau: chấp nhận yêu cầu đòi lại nhà, đất có diện tích 23,4 m² của nguyên đơn; buộc bị đơn Lê Văn Ngự và Lê Thị Quý (người thuê nhà của ông Ngự) phải trả lại toàn bộ diện tích nhà, đất là 23,4 m². Về giá trị xây dựng, cải tạo tại diện tích 23,4 m² là 13,759 triệu đồng, vợ chồng bị đơn phải tự chịu, phải phá dỡ phần xây dựng, cải tạo tại diện tích trên để trả lại nguyên trạng cho nguyên đơn, chịu các chi phí phá dỡ này. Bà Tý được quyền chủ động mở lối ra vào diện tích nhà, đất phía trong và được xây bịt lối đi phía sau sang nhà, đất của vợ chồng ông Ngự, bà Phấn. Ngoài ra, Tòa án cấp phúc thẩm còn quyết định về án phí.

## Kháng nghị kiểm sát
Sau khi xét xử phúc thẩm, phia bị đơn thua kiện không đồng ý, tiếp tục gửi đơn đề nghị giám đốc thẩm, đều cho rằng nhà, đất tại số 39 đường Xuân La là tài sản chung của gia đình ông, bà; ông Ngự đã tự ý đứng ra bán cho vợ chồng bà Tý, ông Tiến mà không được sự đồng ý của bà Phấn là không đúng; đề nghị tuyên bố hợp đồng này là vô hiệu.
Trong quá trình tố tụng, Viện trưởng Tối cao Trần Quốc Vượng đã kháng nghị Bản án phúc thẩm nêu trên và đề nghị Hội đồng Thẩm phán Tòa án nhân dân tối cao xét xử theo thủ tục giám đốc thẩm hủy Bản án dân sự phúc thẩm nêu trên và hủy Bản án dân sự sơ thẩm của Tòa án nhân dân thành phố Hà Nội; giao hồ sơ vụ án cho Tòa án nhân dân thành phố Hà Nội xét xử sơ thẩm lại. Kháng nghị với nhận định rằng: năm 1996, nguyên đơn có mua hai căn nhà cấp bốn trên diện tích đất thổ cư giáp mặt đường Xuân La có chiều ngang 7,0 m, chiều dài hết khổ đất của gia đình bị đơn. Hai bên có làm giấy viết tay mua bán chuyển nhượng nhà đất, nhưng sau đó không thực hiện các thủ tục theo quy định của pháp luật. Cuối năm 2005, khi bà Tý đề nghị làm thủ tục xin cấp giấy tờ về quyền sở hữu nhà ở và quyền sử dụng đất ở thì gia đình ông Ngự tranh chấp cho rằng bà Tý còn nợ 3,4 cây vàng và chỉ bán diện tích nhà đất phía trong, còn diện tích nhà đất giáp mặt đường Xuân La vẫn là nhà đất của gia đình ông. Hiện nay toàn bộ diện tích nhà đất theo hợp đồng mua bán chuyển nhượng trên vẫn đứng tên vợ chồng ông Ngự, bà Phấn.
Tòa án hai cấp sơ thẩm và phúc thẩm xác định quan hệ pháp luật tranh chấp trong vụ án này là Tranh chấp quyền sở hữu nhà đất và áp dụng các khoản dân sự [như trong bản án hai cấp] để chấp nhận yêu cầu đòi lại nhà đất của vợ chồng nguyên đơn đối với vợ chồng bị đơn là không đúng, như vậy là đương nhiên công nhận quyền sở hữu nhà ở và quyền sử dụng đất ở đối với toàn bộ diện tích nhà đất chuyển nhượng trên cho vợ chồng bà Tý, ông Tiến; trong khi hợp đồng chuyển nhượng nhà đất trên vẫn còn tranh chấp chưa thể làm thủ tục sang tên, đăng ký quyền sở hữu nhà ở và quyền sử dụng đất ở cho vợ chồng bà Tý, ông Tiến được. Do vậy, cần phải hủy cả hai bản án dân sự sơ thẩm, phúc thẩm nêu trên; giao về xét xử sơ thẩm lại để xác định đúng quan hệ pháp luật tranh chấp, đảm bảo quyền lợi của các bên đương sự và lợi ích của Nhà nước.

## Kết quả vụ án
Ngày 3 tháng 3 năm 2010, theo yêu cầu kháng nghị của Viện trưởng Tối cao, Hội đồng Thẩm phán Tòa án nhân dân Tối cao đã mở phiên xét xử giám đốc thẩm tại trụ sở tòa ở số 48 đường Lý Thường Kiệt, phường Trần Hưng Đạo, quận Hoàn Kiếm, Hà Nội. Tại phiên tòa giám đốc thẩm, đại diện Viện kiểm sát nhân dân tối cao đề nghị Hội đồng Thẩm phán Tòa án nhân dân tối cao chấp nhận kháng nghị của Viện trưởng Viện kiểm sát nhân dân tối cao.

### Nhận định
Nhận định của Hội đồng Thẩm phán Tòa án nhân dân tối cao, Quyết định 04/2010/QĐ-HĐTP.
Hội đồng Thẩm phán Tòa án nhân dân tối cao nhận định rằng: căn cứ vào đơn khởi kiện đề ngày và các lời khai của nguyên đơn trong quá trình giải quyết vụ án thì nguyên đơn yêu cầu bị đơn trả lại toàn bộ nhà, đất mà ông bà đã nhận chuyển nhượng của ông Ngự, bà Phấn đang do vợ chồng bị đơn chiếm giữ, đồng thời yêu cầu gia đình bị đơn bỏ phần xây dựng trái phép trên diện tích đất trên. Như vậy, nguyên đơn có yêu cầu đòi quyền sở hữu nhà, quyền sử dụng đất mà bị đơn đã sang nhượng theo hợp đồng chuyển nhượng nhà, đất năm 1996. Trong khi đó, ông Ngự, bà Phấn cho rằng phần đất có tranh chấp vẫn là của ông bà, vì ông bà chưa chuyển nhượng cho bà Tý, ông Tiến. Do đó, có cơ sở xác định các đương sự tranh chấp về quyền sở hữu tài sản và tranh chấp hợp đồng chuyển nhượng nhà, đất, nhưng Tòa án cấp sơ thẩm và phúc thẩm chỉ xác định quan hệ pháp luật cần giải quyết là vụ án tranh chấp quyền sở hữu nhà, đất là chưa đầy đủ. Tuy nhiên, trong thực tế Tòa án cấp sơ thẩm và Tòa án cấp phúc thẩm đã xem xét giải quyết về hai quan hệ tranh chấp này. Do vậy, Kháng nghị của Viện trưởng Viện kiểm sát nhân dân tối cao cho rằng, Tòa án cấp sơ thẩm và Tòa án cấp phúc thẩm xác định sai quan hệ pháp luật có tranh chấp và cần phải hủy cả hai bản án nêu trên để xét xử lại theo thủ tục sơ thẩm là chưa chính xác và không cần thiết.
Trong quá trình giải quyết vụ án, ông Ngự, bà Phấn cho rằng giá mua bán nhà, đất là 113,4 cây vàng. Tuy nhiên, ông bà không đưa ra được tài liệu chứng cứ chứng minh cho vấn đề này. Theo nội dung bản hợp đồng mua bán nhà, đất thì số tiền hai bên thỏa thuận là 110 cây vàng và trong giấy tờ, ông Ngự ký xác nhận tôi đã nhận đủ số tiền còn lại do bán nhà, đất cho anh Tiến và chị Tý. Phần ghi chú có ghi thêm, tổng số vàng bị đơn đã nhận trước và hiện nay là 110 cây vàng. Như vậy, có đủ cơ sở để khẳng định giá mua bán nhà đất là 110 cây vàng và vợ chồng ông Ngự, bà Phấn đã nhận đủ số tiền.
Tuy tại hợp đồng mua bán nhà đất nêu trên hai bên không thể hiện cụ thể diện tích đất chuyển nhượng, nhưng hai bên thỏa thuận rõ ranh giới tứ cận [tức bốn bên trên địa hình]: chiều ngang mảnh đất là 7,0 m kể từ mép tường phân cách với nhà Lê Văn Tay (nhà hàng xóm, viết tắt: ông Tay); phía Đông Bắc giáp đường Xuân La – Xuân Đỉnh; Đông Nam giáp đất của ông Tay; Tây Nam giáp đất của Lê Thị Soát, ông Vinh; Tây Bắc giáp phần đất còn lại của gia đình ông Ngự. Chiều dài mảnh đất giáp đường Xuân La – Xuân Đỉnh đến hết khổ đất.
Ngoài ra, các bên còn thỏa thuận rằng: phần đất phía trước khi nào Nhà nước sử dụng làm đường, thì ông Tiến được hưởng toàn bộ chế độ đền bù của Nhà nước. Như vậy, thửa đất mà hai bên thỏa thuận chuyển nhượng là từ mép đường Xuân La – Xuân Đỉnh vào hết khổ đất bao gồm cả diện tích đất có tranh chấp. Do vậy, Tòa án các cấp xác định, diện tích 23,4 m² giáp đường Xuân La – Xuân Đỉnh nằm trong diện tích đất mà ông Ngự đã thỏa thuận chuyển nhượng cho vợ chồng bà Tý, đồng thời xác định vợ chồng bà Tý đã thanh toán đủ 110 cây vàng theo hợp đồng và đã nhận nhà đất, từ đó, buộc gia đình ông Ngự phải trả lại toàn bộ diện tích nhà, đất 23,4 m² tại số 39 đường Xuân La, phường Xuân La, quận Tây Hồ, thành phố Hà Nội cho vợ chồng bà Kiều Thị Tý và ông Chu Văn Tiến là có căn cứ.

### Quyết định
Từ nhận định này, Hội đồng Thẩm phán Tòa án nhân dân tối cao ra quyết định: không chấp nhận Kháng nghị của Viện trưởng Viện kiểm sát nhân dân tối cao; giữ nguyên Bản án phúc thẩm của Tòa Phúc thẩm Tòa án nhân dân tối cao tại Hà Nội. Tức quyết định tuyên bố nguyên đơn thắng kiện, bị đơn phải trả lại đất và thực hiện các thủ tục hành chính tuân thủ quy định pháp luật.